# Palais Hatzfeld

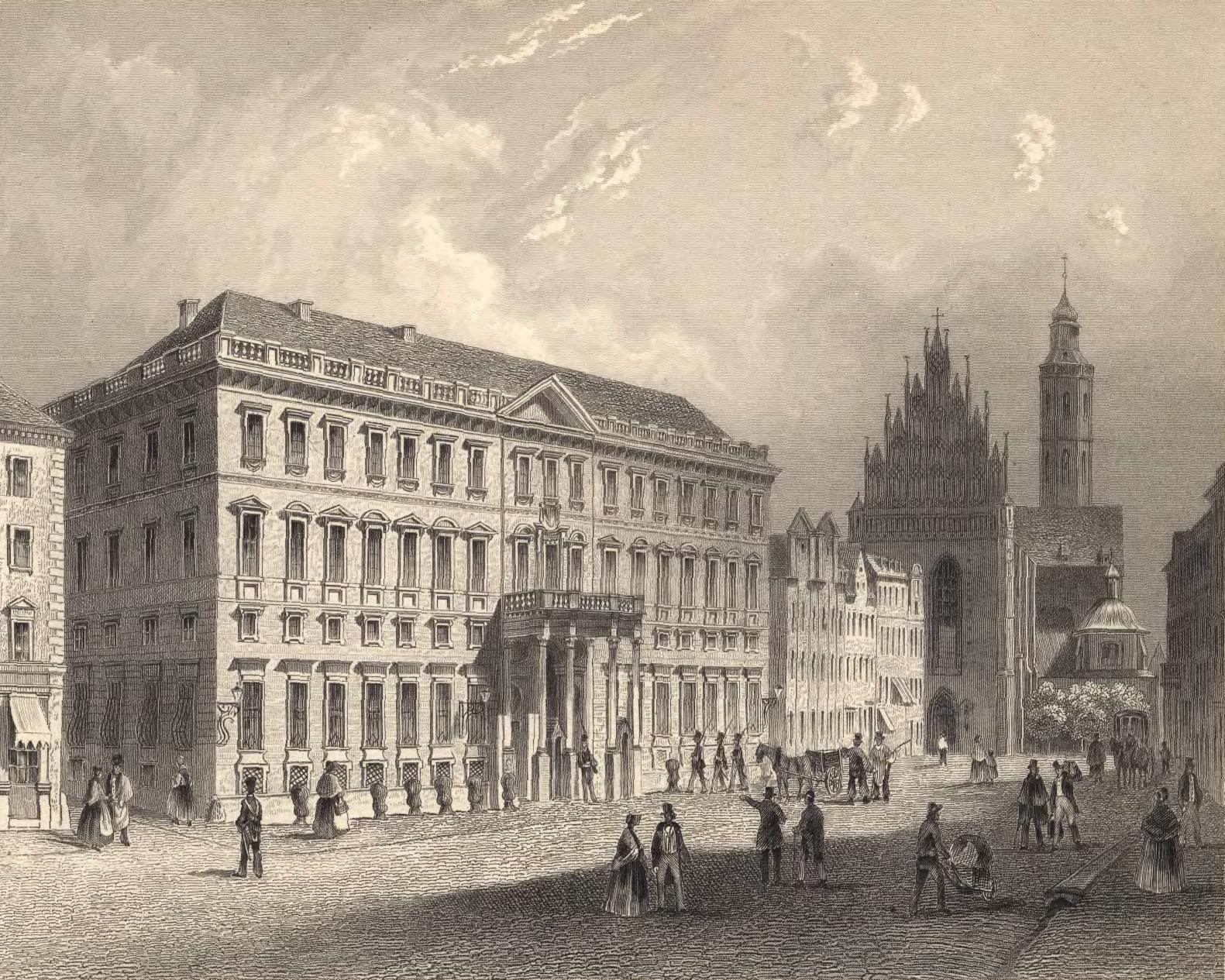
Palais Hatzfeld im 19. Jahrhundert

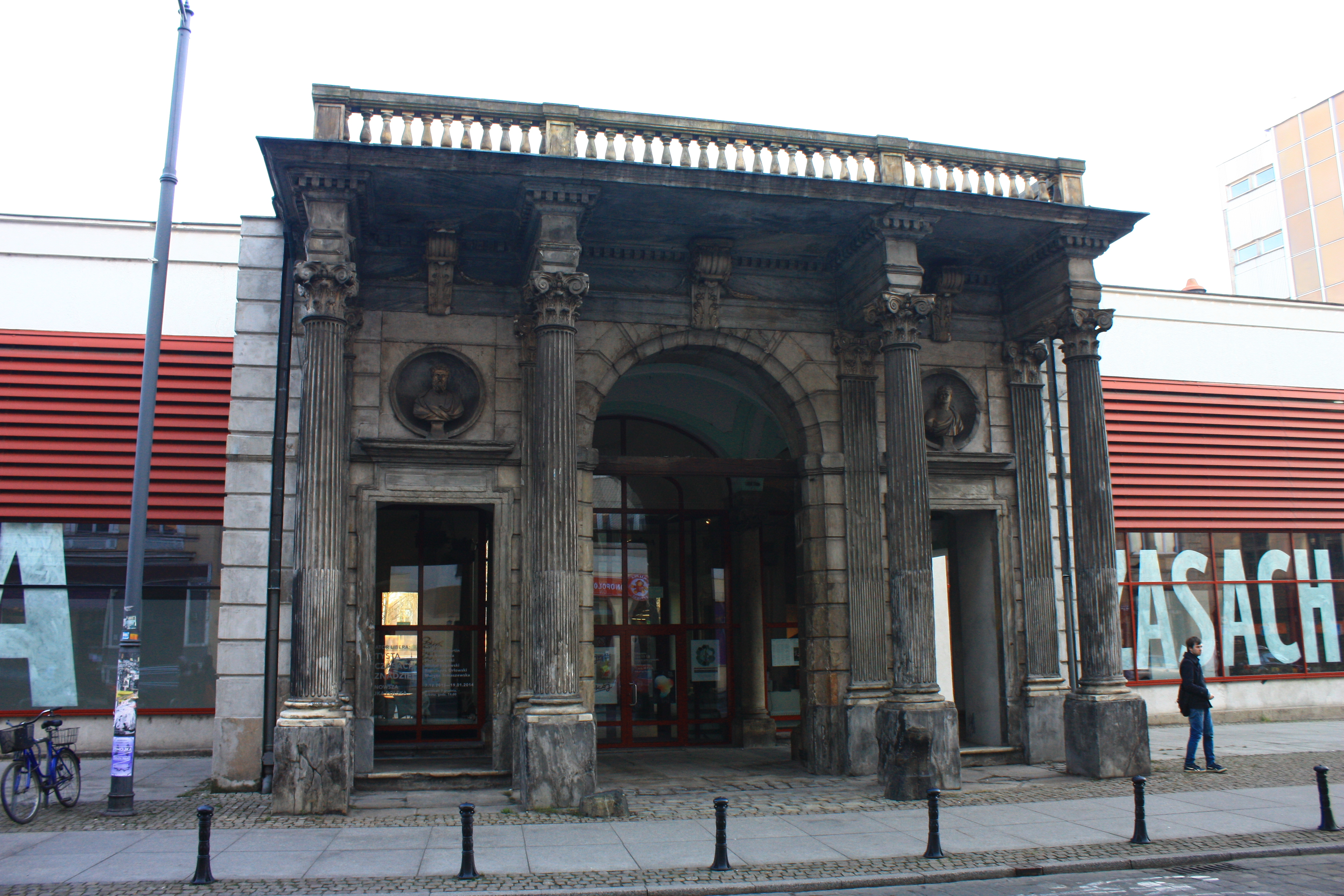
Das erhaltene Eingangsportal

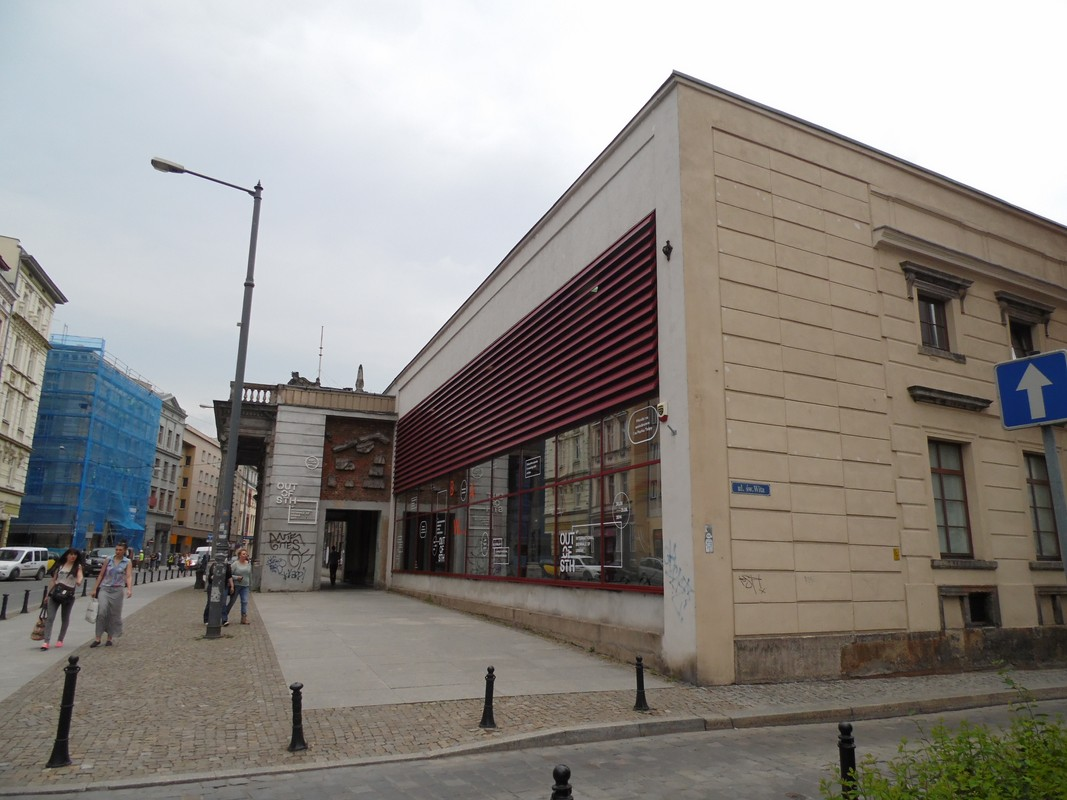
Die Galerie für moderne Kunst Awangarda

Das Palais Hatzfeld war die Residenz der Fürsten Hatzfeld in Breslau. Im Jahr 1945 zerstört, wurde 2007 der Wiederaufbau des Stadtpalais beschlossen.

## Geschichte
Das Palais Hatzfeld wurde ursprünglich 1714 bis 1722 als Familiensitz der Familie Hatzfeld nach dem Entwurf des Architekten Christoph Hackner im Stil des Barock errichtet. Im Siebenjährigen Krieg 1760 fiel dieses Gebäude den Flammen zum Opfer. Nach dem Abbruch der Ruine und der benachbarten Kurie der Oelser Fürsten entstand auf dem Grundstück nach einem Entwurf des Architekten Carl Gotthard Langhans 1765–1773 die klassizistische Residenz der Fürsten Hatzfeld. Im Jahr 1802 übernahm die Stadt Breslau das Palais als Behördensitz.
Während der Schlacht um Breslau im Zweiten Weltkrieg wurden die Obergeschosse gesprengt, um den Flugabwehrkanonen freies Blickfeld zu schaffen. 1945 brannte das Palais komplett nieder. Die Ruinen wurden nach dem Krieg abgebrochen, es blieb nur das Eingangsportal mit vier Säulen übrig.
Zwar war ein vollständiger Wiederaufbau des Palastes geplant, aber in den 1960er Jahren wurde stattdessen ein Gebäude der Galerie für moderne Kunst „Awangarda“ nach dem Entwurf des Architekten Edmund Małachowicz errichtet, wobei das erhaltene Eingangsportal des Palastes in das moderne Gebäude integriert wurde.
Im März 2007 beschloss der Stadtrat von Breslau den Wiederaufbau des Bauwerks. Das rekonstruierte Gebäude soll die Behörden der Stadt Breslau beherbergen.
Im April 2021 hat die Gemeinde nach einer Ausschreibung den Zuschlag zum Wiederaufbau an einen Investor gegeben, der innerhalb von 4 Jahren den Wiederaufbau und die Einrichtung als 5-Sterne-Hotel abschließen will.

## Architektur
Das dreigeschossige, hoch unterkellerte Gebäude wurde im Stil der italienischen Paläste entworfen. Über dem Hauptgesims befand sich eine Attika in Form eines steinernen Geländers. Die Hauptfassade besaß 19 Fensterachsen, wobei die drei mittleren als Risalit die Eingangspartie mit einem auf vier Säulen ruhenden Balkon und einem Tympanon über dem Gesims bildeten. Das Walmdach war mit Dachziegeln gedeckt.